# Iglesia de San Agustín (Manhattan)
La iglesia de San Agustín (del inglés: St. Augustine's Church) es una iglesia histórica ubicada en Nueva York, Nueva York. La Iglesia de San Agustín se encuentra inscrita  en el Registro Nacional de Lugares Históricos desde el 6 de mayo de 1980.  John Heath diseñó la Iglesia de San Agustín.

## Ubicación
La Iglesia de San Agustín se encuentra dentro del condado de Nueva York en las coordenadas 40°42′48″N 73°59′02″O / 40.713333, -73.983889.